# Blauer Stein (Rennsteig)

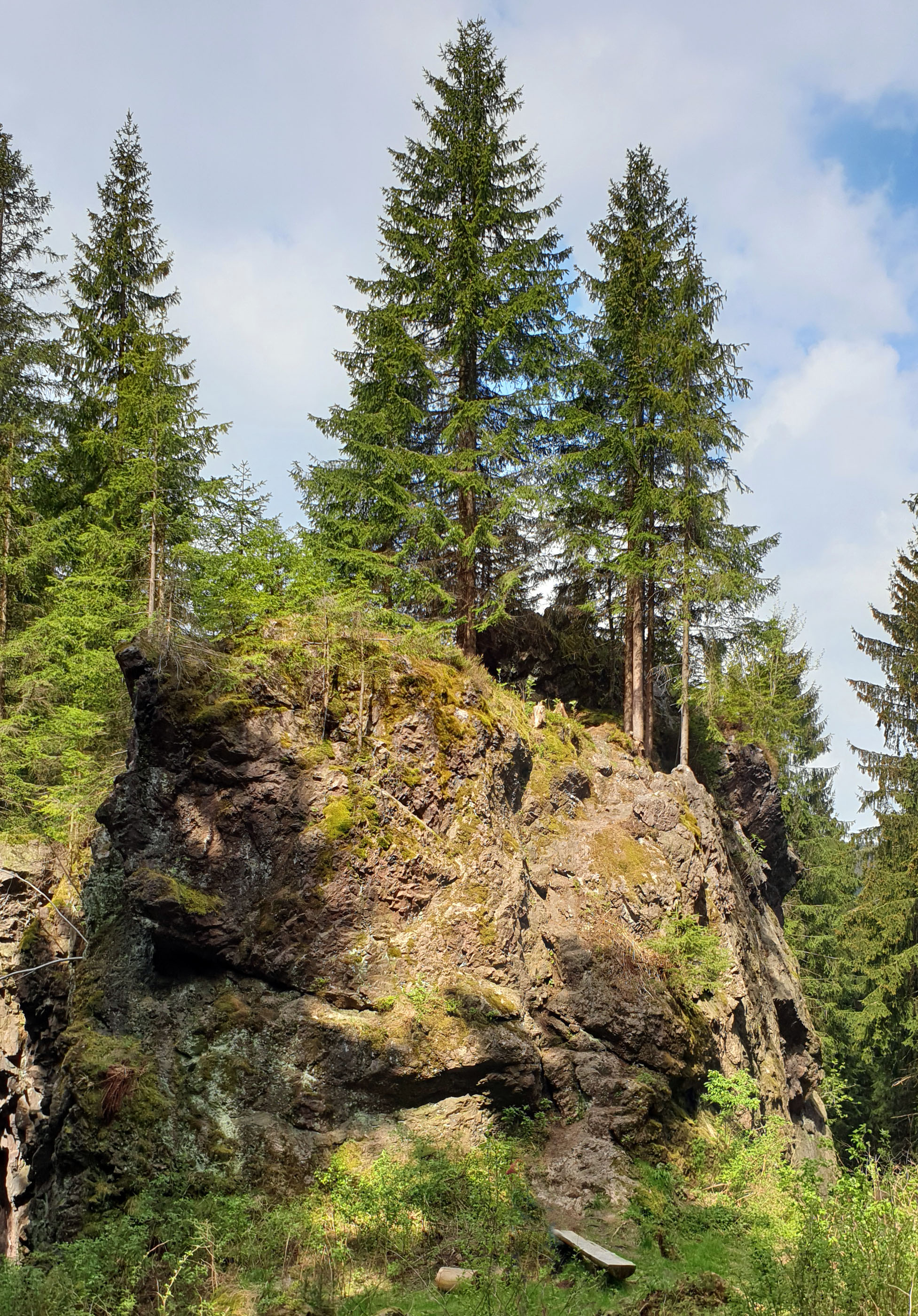
Ansicht des Felsens "Blauer Stein" von Norden

Der Blaue Stein ist eine Felsformation westlich des Großen Finsterbergs unterhalb des Mordflecks am Rennsteig in der Nähe der Orte Suhl Goldlauter und Gehlberg in Thüringen auf ca. 770 m ü. NN. Der Fels ist heute ein Ziel für Wanderer und Kletterer. Der Name könnte von seinem Überzug aus schwefel- und weiß-bäulichen Felsenflechten herrühren.

## Petrologie
Der Blaue Stein besteht aus Felsitporphyr.

## Historie und Sagen
Im 16. Jahrhundert, als der Aberglaube noch sehr verbreitet war, glaubten die Menschen auch in dieser Gegend an den Teufel und Hexen. So waren sie in dem Glauben, dass der Teufel sich in der Tiefe der kleinen Höhle am Blauen Stein öfters sehen ließ. Andere behaupteten, nicht der Teufel, sondern ein Einsiedler lebte in der Höhle.
In den Gruben am Stein haben um 1813 etwa 15 Bergleute nach Kohle gegraben. Alle stammten aus dem Ort Gehlberg.
Die Hütte am Blauen Stein, ein Überbleibsel des dortigen Bergbaus, war für die Bergleute, welche einen Stollen für die Grabung nach Steinkohle vorangetrieben hatten, der Umkleideraum und diente zu Aufbewahrung des Werkzeuges.
Die Steinkohle die am Großen Finsterberg entstand war schwarz und glänzend, brannte aber nicht besonders gut. So kam es, dass der Bergbau nach einiger Zeit, wegen der geringen Ausbeute, eingestellt wurde. Als das Bergwerk stillgelegt wurde, verschütteten die Bergleute die Grubeneingänge. Die Hütte ließen sie stehen. Holzarbeiter und Kräutersammler fanden hier ein Obdach, wenn sie von Regen und Unwetter überrascht wurden.
Kurz vor Weihnachten 1806 entdeckten Waldarbeiter aus Gehlberg, dass die Hütte offenbar bewohnt war. Ein Ilmenauer Bürger, der im Besitz des verfallenen Grubenhauses war, erlaubte dem Einsiedler Christian Heergesell, das Berghaus zu bewohnen, wenn er es in einem einigermaßen bewohnbaren Zustand erhalte. Heergesell, der aus dem Brandenburgischen stammte, war von Beruf Beutler (Weber). Er desertierte 1806 aus preußischem Kriegsdienst nach der Schlacht bei Jena. In dem einsamen Gebirgstal ernährte er sich größtenteils von Kräutern, Schwämmen und einigen Küchengewürzen, die er selbst anbaute. Nur selten entfernte er sich von seiner Wohnstätte.
Im Herbst 1826 fand man den Einsiedler Hergesell tot in seiner Hütte. Zur letzten Ruhe wurde er auf dem Friedhof in Gehlberg gebettet.

## Klettern
Der Blaue Stein ist als offizieller Kletterfelsen zugelassen und bietet Routen vom III. bis zum IX. Schwierigkeitsgrad der UIAA-Skala.